# 34314 Jasonlee
34314 Jasonlee è un asteroide della fascia principale. Scoperto nel 2000, presenta un'orbita caratterizzata da un semiasse maggiore pari a 2,3553678 au e da un'eccentricità di 0,1919678, inclinata di 7,50699° rispetto all'eclittica.